# Jurij Valentinovič Grigor'ev
Jurij Valentinovič Grigor'ev (Mosca, 16 febbraio 1932) è un regista sovietico.

## Filmografia parziale

### Regista
- Serdce druga (1966)
- Den' i vsja žizn' (1969)